# Francis Edward Faragoh
Francis Edward Faragoh (ungarisch Ferenc Eduárd Faragó; * 16. Oktober 1895 in Budapest, Österreich-Ungarn; † 25. Juli 1966 in Oakland, Kalifornien, USA) war ein US-amerikanischer Drehbuchautor und Schriftsteller österreichisch-ungarischer Abstammung.

## Leben
Francis Edward Faragoh emigrierte schon im Alter von 16 Jahren in die USA. In New York besuchte er das City College und die Columbia University.
Seine schriftstellerischen Versuche wurden 1924 mit Erfolg gekrönt. Bei einem Wettbewerb des Pearson’s Magazine siegte er mit seiner Kurzgeschichte Curtain. Eine weitere Erzählung, The Distant Street, belegte den vierten Platz. Als Juroren fungierten F. Scott Fitzgerald, Edmund Wilson und Floyd Dell.
Ab 1929 begann er Drehbücher für Hollywood-Produktionen zu schreiben. Bis 1947 verfasste er 20 Scripts. Das Drehbuch für den Gangsterfilm Der kleine Cäsar (Little Caesar) brachte ihm 1931 eine Nominierung für den Oscar in der Kategorie Bestes Drehbuch ein.
Auch für das Theater schrieb er Scripts. 1927 entstand das Stück Pinwheel, 1938 verfasste er das Drehbuch für Sunup to Sundown.
1947 zog Faragoh sich aus Hollywood zurück. Sechs Jahre später warf ihm das Komitee für unamerikanische Umtriebe vor, ein Kommunist zu sein. Auch die Intervention seines Autorenkollegen Robert Rossen, der aussagte, dass Faragoh kein Mitglied der kommunistischen Partei sei, bewahrte ihn nicht davor, auf der „Schwarzen Liste“ zu landen.
Am 25. Juli 1966 verstarb Francis Edward Faragoh an den Folgen eines Herzschlages. Er hinterließ seine Frau Elizabeth und zwei Kinder.

## Filmografie
- 1929: Her Private Affair
- 1931: Der kleine Cäsar (Little Caesar)
- 1931: Iron Man
- 1931: Frankenstein
- 1932: Under Cover Man
- 1935: Becky Sharp
- 1936: Tanzende Piraten (Dancing Pirate)
- 1941: Lady from Louisiana
- 1943: Flicka (My Friend Flicka)
- 1946: Gehaßt, gejagt, gefürchtet (Renegades)
- 1947: Easy Come, Easy Go